# Ilia Markov
Ilia Vladislavovich Markov (del ruso: Илья Владиславович Марков) (Asbest, 19 de junio de 1972) es un atleta ruso especializado en marcha atlética. 

## Trayectoria
Comenzó a marchar con 14 años a las órdenes Alexander Krasilnikov. En categoría junior Markov ganó el Campeonato Mundial Junior (pista de 10.000 metros), celebrado en la ciudad polaca de Plovdiv en 1990. En el año 1995 terminó cuarto en 20 kilómetros en el Campeonato Mundial de Atletismo, celebrado en Gotemburgo.
En su primera incursión en unos Juegos Olímpicos Markov consiguió la medalla de plata. Sucedió en los Juegos Olímpicos de Atlanta de 1996.
Los cuatro años entre estos juegos y los de Juegos Olímpicos de Sídney de 2000 fueron los más fructíferos en su carrera. En 1998, en Budapest, ocupó el primer puesto en el Europeo de Atletismo, en 1999 volvió a quedar primero en el Mundial de Atletismo de Sevilla.
Markov se aproximaba a los Juegos Olímpicos de Sídney 2000 como el favorito de la especialidad. Por desgracia, un accidente de tráfico ocurrido en Nueva Zelanda, adonde se había desplazado para entrenar, truncó sus esperanzas. Pese a todo, ocupó el decimoquinto lugar.
En 2001 en la ciudad canadiense de Edmonton, durante el Campeonato Mundial de Atletismo, ocupó el segundo lugar en un podio dominado por rusos, ya que a su lado estaban Roman Rasskazov y Viktor Burayev.
En su preparación para los Juegos Olímpicos de Atenas de 2004 debía pasar la primera fase de clasificación que pasaba por el resultado en la Copa del Mundo de Marcha Atlética de 2004, que se celebró en la ciudad alemana de Naumburg. Por desgracia a falta de un kilómetro para la meta resultó descalificado.
En su tercera presencia olímpica, con motivo de los Juegos Olímpicos de Pekín de 2008, entrenado ya por Korzeniowski, Markov ocupó la decimoséptima posición.
Ha tenido como entrenadores a Alexander Krasilnikov (1986-1995), Vasili Semenov (1995-2004) y Robert Korzeniowski (desde 2004).

## Récords personales
| Mejores marcas personales | Mejores marcas personales | Mejores marcas personales | Mejores marcas personales |
| Distancia                 | Tiempo                    | Lugar                     | Fecha                     |
| ------------------------- | ------------------------- | ------------------------- | ------------------------- |
| 3.000 m. PC               | 11:08.2                   | Hlohovec, Eslovaquia      | 4 de diciembre de 1992    |
| 5.000 m. PC               | 18:36.71                  | Spala, Polonia            | 22 de febrero de 1999     |
| 3.000 m.                  | 11:32.0                   | Kielce, Polonia           | 15 de septiembre de 2007  |
| 5.000 m.                  | 18:41.44                  | Spala, Polonia            | 17 de junio de 2000       |
| 10.000 m.                 | 39:13.60                  | Riga, Letonia             | 28 de mayo de 2004        |
| 10 km.                    | 38:21                     | Tokio, Alemania           | 27 de agosto de 2006      |
| 15 km.                    | 1h:02:46                  | Calella, España           | 15 de octubre de 2006     |
| 20.000 m.                 | 1h:22:09.8                | Brisbane, Australia       | 4 de septiembre de 2001   |
| 20 km.                    | 1:18:17                   | Ádler, Rusia              | 12 de marzo de 2005       |
| PC - Pista Cubierta       |                           |                           |                           |